# Madrean Pine-Oak Woodlands

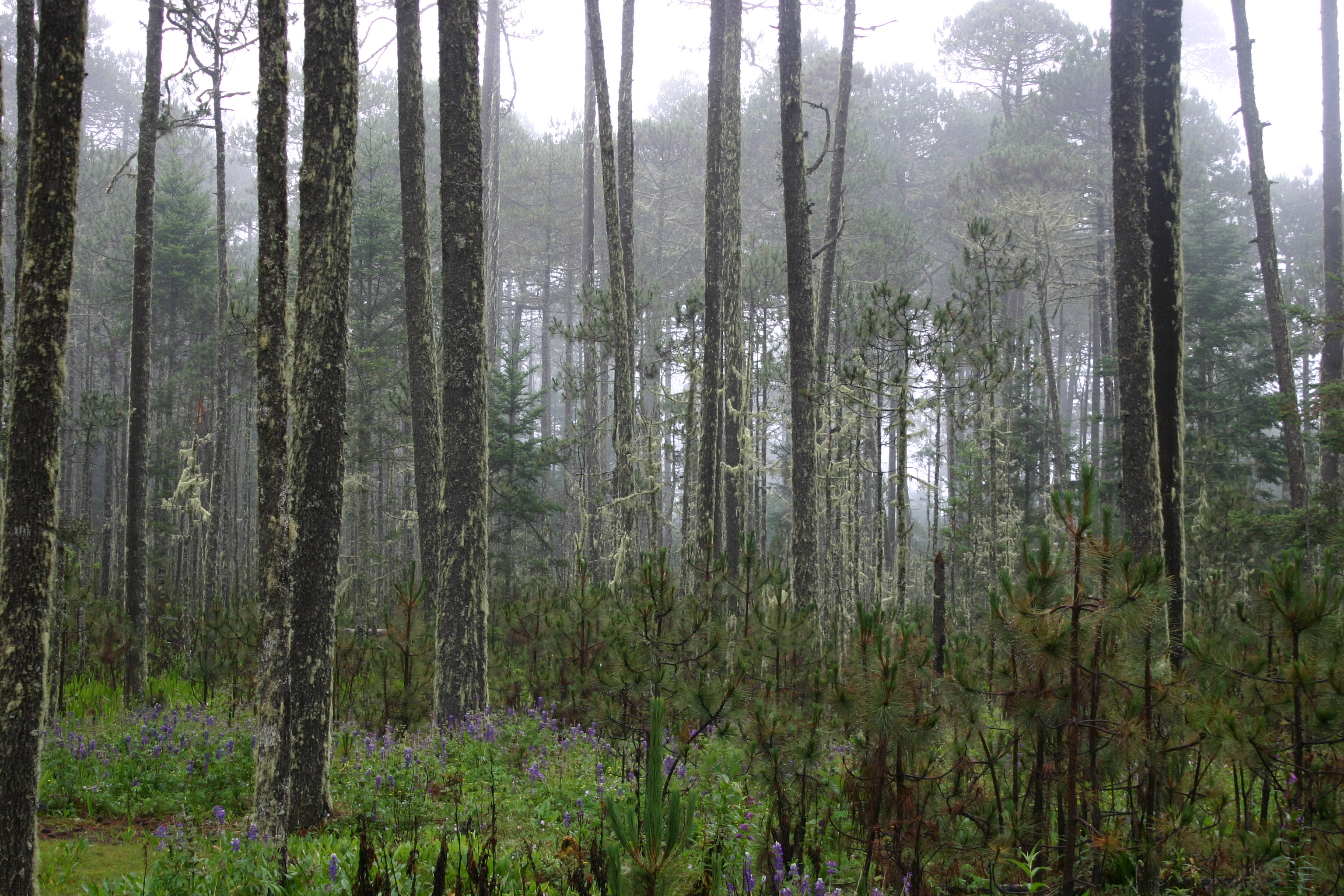
Geschlossener Kiefernwald an der Straße von San Isidro Llano Grande und San Miguel Cajonos, in der Sierra Madre de Oaxaca.

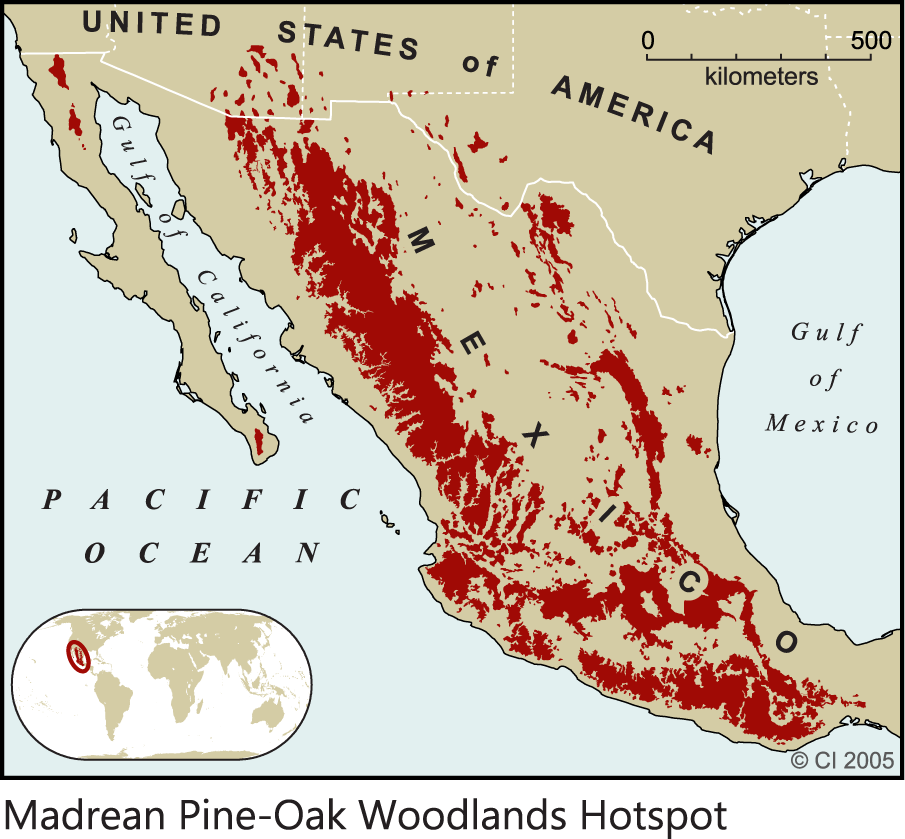
Verbreitungskarte in Mexiko und den USA

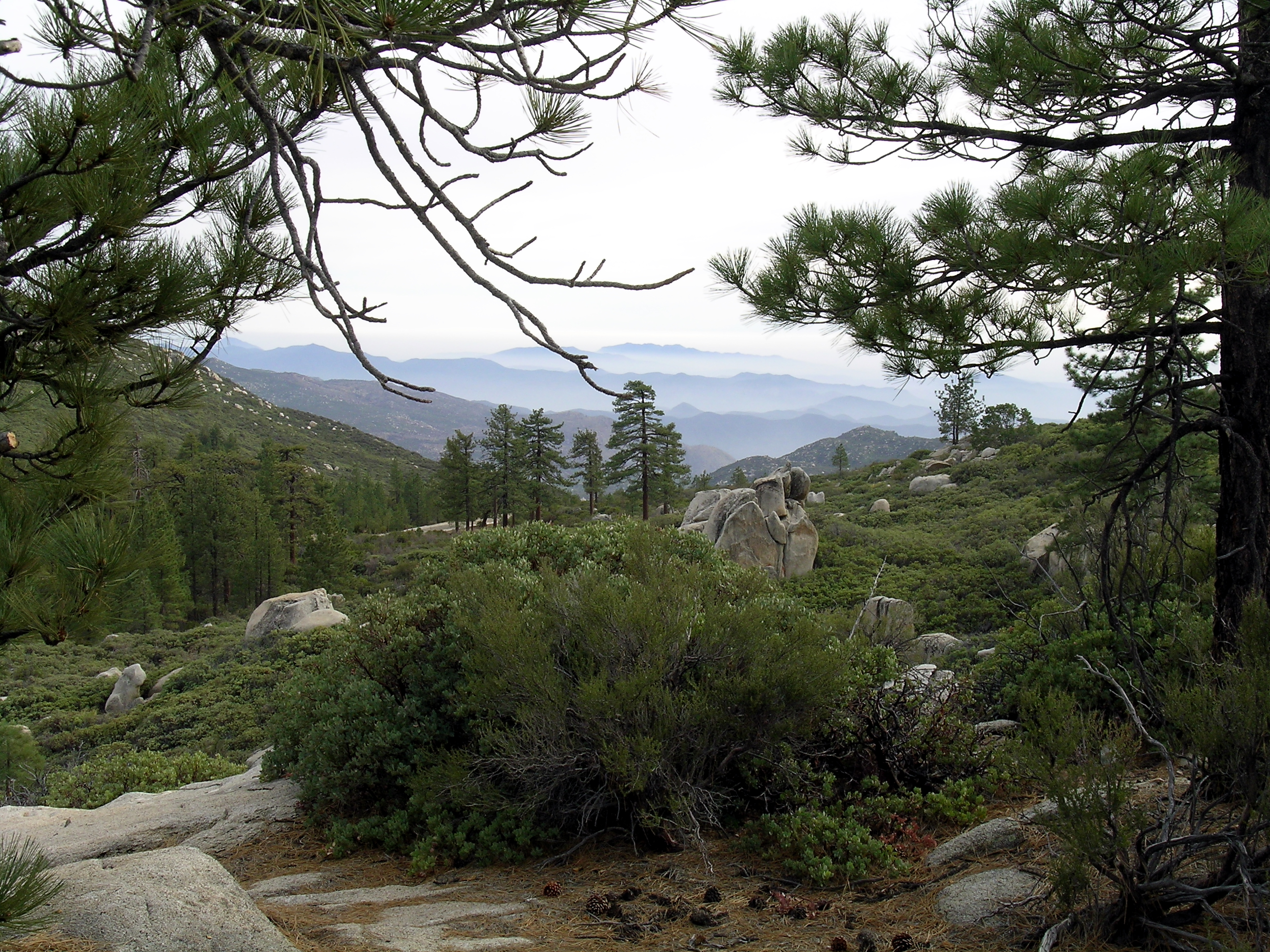
Lockerer Kiefernwald in den Peninsular Ranges in Niederkalifornien.

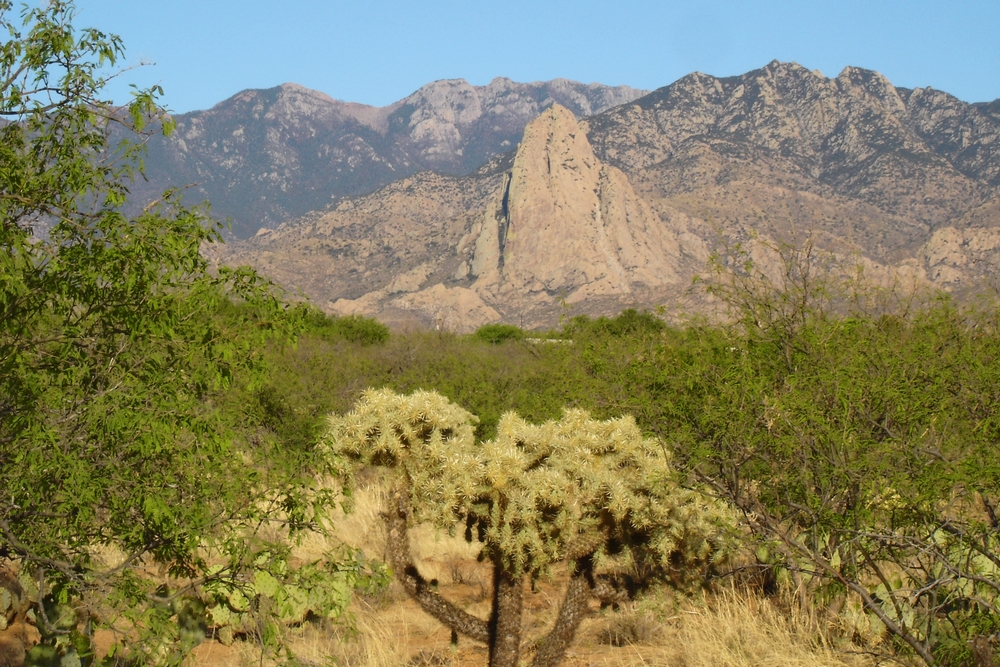
Locker bewaldete, von Eichen dominierte Landschaft in Arizona

Die Madrean Pine-Oak Woodlands (Madrean-Kiefern-Eichen-Wälder) sind subtropische Waldgebiete in den Bergen von Mexiko und im Südwesten der Vereinigten Staaten.  Sie sind der vorherrschende Vegetationstyp in den Hochlagen aller mexikanischen Gebirgszüge. Weitere Vorkommen gibt es in Arizona, New Mexico und Texas. Die Madrean Pine-Oak Woodlands werden von Conservation International zu den am stärksten bedrohten Biodiversitäts-Hotspots gezählt. Der Name stammt von der spanischen Bezeichnung Sierra Madre (Berge der Mutter) für alle größeren Bergketten Mexikos.

## Ökosystem
Die Madrean Kiefer-Eichen-Wälder setzen sich weitgehend aus Kiefern und Eichen zusammen. Weitere Baumarten sind Tannen und die Douglasie. In den Wäldern stehen 44 der weltweit 110 Kiefernarten und mit über 135 Arten Eichen mehr als 30 % der weltweiten Arten. Die weitere Flora ist nicht einmal annähernd erfasst, sie wird auf über 5300 Arten geschätzt, von denen 70 % endemisch sein dürften. Der Charakter der Wälder reicht von lockerem, durch Eichen dominierten  Baumbestand in einer Savannenähnlichen Landschaft bis zum dichten Kiefernwald mit Kronenschluss. Insbesondere die lockeren Wälder sind in besonderen Maße an den Umweltfaktor Feuer angepasst, sie sind darauf angewiesen, dass sporadische Waldbrände natürlichen Ursprungs die Landschaft offenhalten und eine Verbuschung verhindern.
Die Fauna der Wälder ist divers. Sie setzt sich aus einer großen Vielfalt von rund 200 Amphibien und etwa 380 Reptilien zusammen. Über 520 Vogelarten wurden bestimmt und mehr als 330 Säugetiere. Weiterhin wurden rund 80 Fischarten nachgewiesen. Die Zahl der Wirbellosen lässt sich nicht einmal annähernd schätzen. 

## Verbreitung und Bedrohung
Die ursprüngliche Ausdehnung der Madrean Pine-Oak Woodlands wird auf über 450.000 km² bestimmt, davon sind am Anfang des 21. Jahrhunderts noch rund 92.000 km² erhalten. Die größte Bedrohung besteht in der direkten Abholzung durch die Forstwirtschaft. Weitere Faktoren sind die Zersiedelung der Hügelländer im Umfeld von Metropolen und die Unterdrückung von Waldbränden. Ziehen über Jahrzehnte keine Feuer durch das Ökosystem, wandeln sich die halboffenen Wälder in dichte Bestände, in denen die Nadelbäume dominieren. Dieser Effekt ist insbesondere in den Vereinigten Staaten dank der weitgehenden Unterdrückung von Waldbränden zwischen den 1930er und 1980/90er Jahren eingetreten. Erst seit Ende des 20. Jahrhunderts erfasst man die Bedeutung von Waldbränden für viele daran angepasste Ökosysteme. Andererseits zerstört intensives Abbrennen der Vegetation zum Zweck der Bodendüngung für die Rinderhaltung das Ökosystem sofort und nachhaltig. Weitere menschliche Einflüsse sind das intensive Absammeln von Pilzen als Delikatessen und die Entnahme von Tillandsien als Zimmerpflanze und als in der Region beliebter Weihnachtsschmuck.